# Río Ubrique
El río Ubrique es un corto río del sur de España, un afluente del río Majaceite que discurre por la provincia de Cádiz y tiene unos 10 km de longitud.

## Características
Nace al oeste de la Sierra del Caíllo, a unos 920 m s. n. m., en el término municipal de Benaocaz. Denominado en su tramo alto Arroyo Seco, tomando su nombre al pasar por Ubrique.
Desemboca en el embalse de los Hurones, en el sector sudeste; geológicamente transcurre por terrenos triásicos y jurásicos.
El río ha provocado inundaciones en diversas ocasiones, de hecho la Junta lo evaluó con el nivel más alto de daños por posibles inundaciones, lo que ha llevado a plantear actuaciones de emergencia